# Stylatula diadema
Stylatula diadema is een Pennatulaceasoort uit de familie van de Virgulariidae. De wetenschappelijke naam van de soort is voor het eerst geldig gepubliceerd in 1959 door Bayer.